# Manuel Soares dos Reis
Manuel José Soares dos Reis (* 11. März 1910; † 15. April 1990) war ein portugiesischer Fußballtorhüter.

## Karriere

### Im Verein
Soares dos Reis begann seine Karriere beim Leça FC, verließ den Verein aber schon nach einer Saison. Zwei Jahre später heuerte er bei Boavista Porto an und blieb dort auch nur ein Jahr. Danach wechselte zum Stadtrivalen FC Porto, wo er bis zum Ende seiner aktiven Karriere blieb.

### In der Nationalmannschaft
Für die portugiesische Fußballnationalmannschaft absolvierte Soares dos Reis vier Spiele. Sein erstes bestritt er am 11. März 1934, an seinem 24. Geburtstag, gegen Spanien. Es handelte sich hierbei um ein Qualifikationsspiel für die Fußball-Weltmeisterschaft 1934 in Italien, welches Soares dos Reis und Portugal mit 9:0 verloren.
Seine nächsten drei Partien waren allesamt Freundschaftsspiele gegen Spanien (3:3-Unentschieden), Österreich (2:3-Niederlage) und Deutschland (1:3-Niederlage).

## Erfolge/Titel
Portugiesische Fußballmeisterschaften
- Campeonato de Portugal: 1936/37
- Portugiesischer Meister (3): 1934/35, 1938/39, 1939/40

Weitere Titel und Pokale
- Portugiesischer Pokal von Porto (6): 1933/1934, 1934/1935, 1935/1936, 1936/1937, 1937/1938, 1938/1939